# Gelria glutamica
Gelria glutamica è una specie di batterio appartenente alla famiglia delle Thermoanaerobacteriaceae.